# Стокгольм (комуна)
Комуна Стокгольм (швед. Stockholms kommun) — адміністративно-територіальна одиниця місцевого самоврядування, що розташована в лені Стокгольм у центральній Швеції.
Стокгольм — 252-га за величиною території комуна Швеції. Адміністративний центр комуни — місто Стокгольм.

## Населення
Найбільша за кількістю населення комуна Швеції. Населення становить 881 235 чоловік (станом на січень 2013 року).
| Кількість населення комуни Стокгольм за 1900-2010 роки | Кількість населення комуни Стокгольм за 1900-2010 роки | Кількість населення комуни Стокгольм за 1900-2010 роки | Кількість населення комуни Стокгольм за 1900-2010 роки | Кількість населення комуни Стокгольм за 1900-2010 роки |
| ------------------------------------------------------ | ------------------------------------------------------ | ------------------------------------------------------ | ------------------------------------------------------ | ------------------------------------------------------ |
| Рік                                                    |                                                        |                                                        | Населення                                              |                                                        |
| 1900                                                   | 1900                                                   |                                                        | 300 523                                                | 300 523                                                |
| 1930                                                   | 1930                                                   |                                                        | 502 203                                                | 502 203                                                |
| 1950                                                   | 1950                                                   |                                                        | 744 562                                                | 744 562                                                |
| 1960                                                   | 1960                                                   |                                                        | 808 603                                                | 808 603                                                |
| 1970                                                   | 1970                                                   |                                                        | 744 911                                                | 744 911                                                |
| 1980                                                   | 1980                                                   |                                                        | 647 214                                                | 647 214                                                |
| 1990                                                   | 1990                                                   |                                                        | 674 452                                                | 674 452                                                |
| 2000                                                   | 2000                                                   |                                                        | 750 348                                                | 750 348                                                |
| 2010                                                   | 2010                                                   |                                                        | 847 073                                                | 847 073                                                |
| Джерело: SCB                                           |                                                        |                                                        |                                                        |                                                        |

## Населені пункти
Комуну формує частина одного міського поселення (tätort):
- Стокгольм (Stockholm)

Найбільші райони Стокгольма:
- Седермальм (Södermalm)
- Еншеде-Орста-Вантер (Enskede-Årsta-Vantör)
- Геґерстен-Лільєгольмен (Hägersten-Liljeholmen)
- Норрмальм (Norrmalm)
- Бромма (Bromma)
- Гессельбю-Веллінґбю (Hässelby-Vällingby)
- Естермальм (Östermalm)
- Кунґсгольмен (Kungsholmen)
- Фарста (Farsta)
- Рінкебю-Чіста (Rinkeby-Kista)

## Міста побратими
Комуна підтримує побратимські контакти з такими муніципалітетами:
- Тирана, Албанія
- Київ, Україна
- Туніс, Туніс
- Рейк'явік, Ісландія
- Санкт-Петербург, Росія
- Стамбул, Туреччина
- Варшава, Польща
- Рига, Латвія

## Галерея

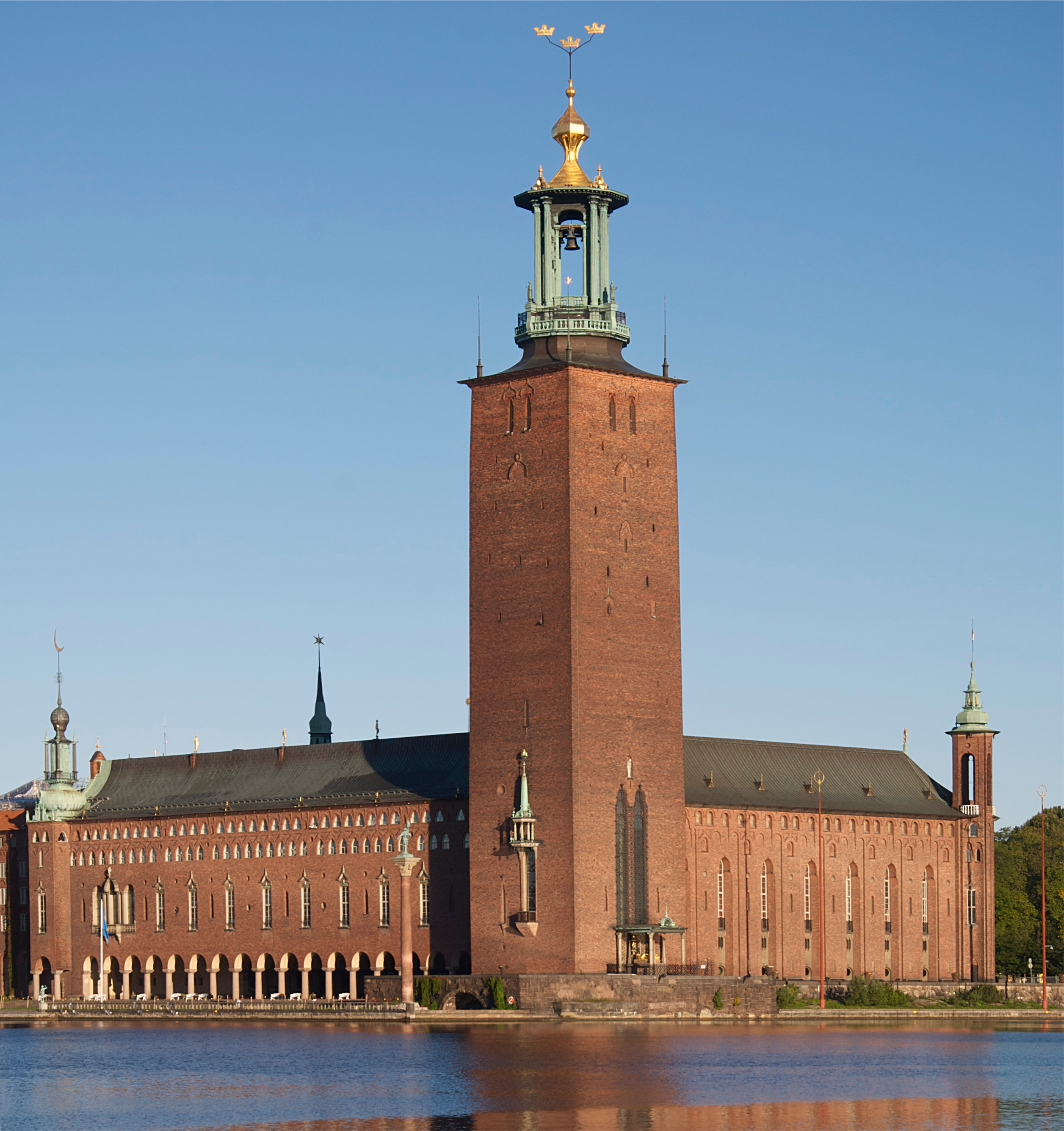
Ратуша (Стокгольм)
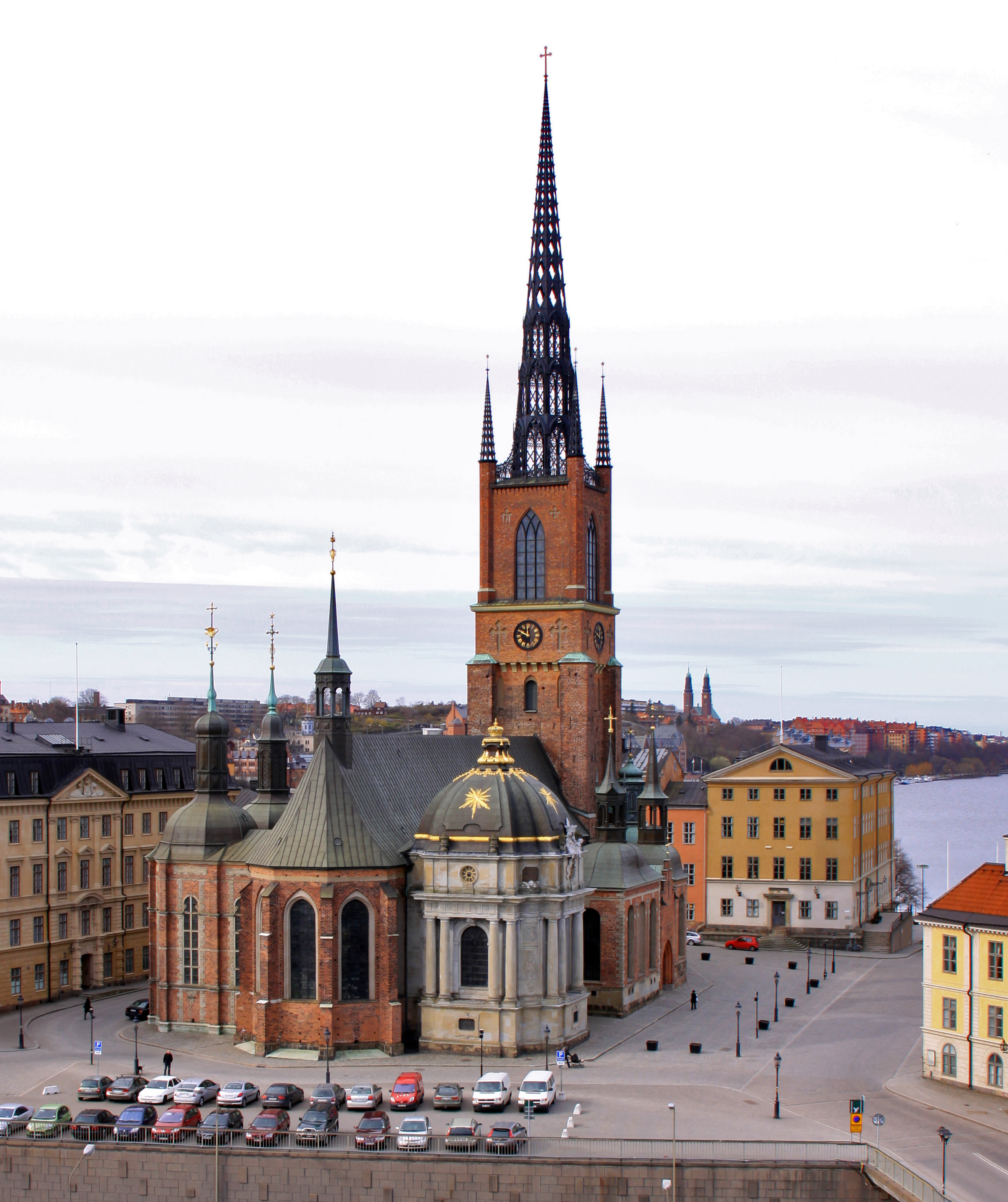
Церква на Ріддаргольмі
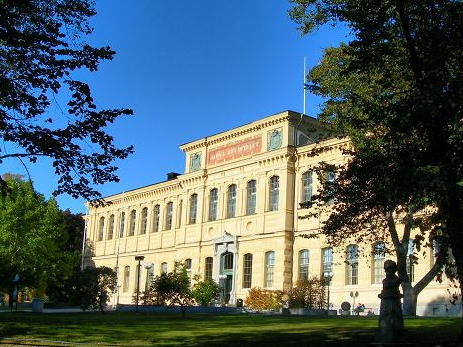
Національна бібліотека
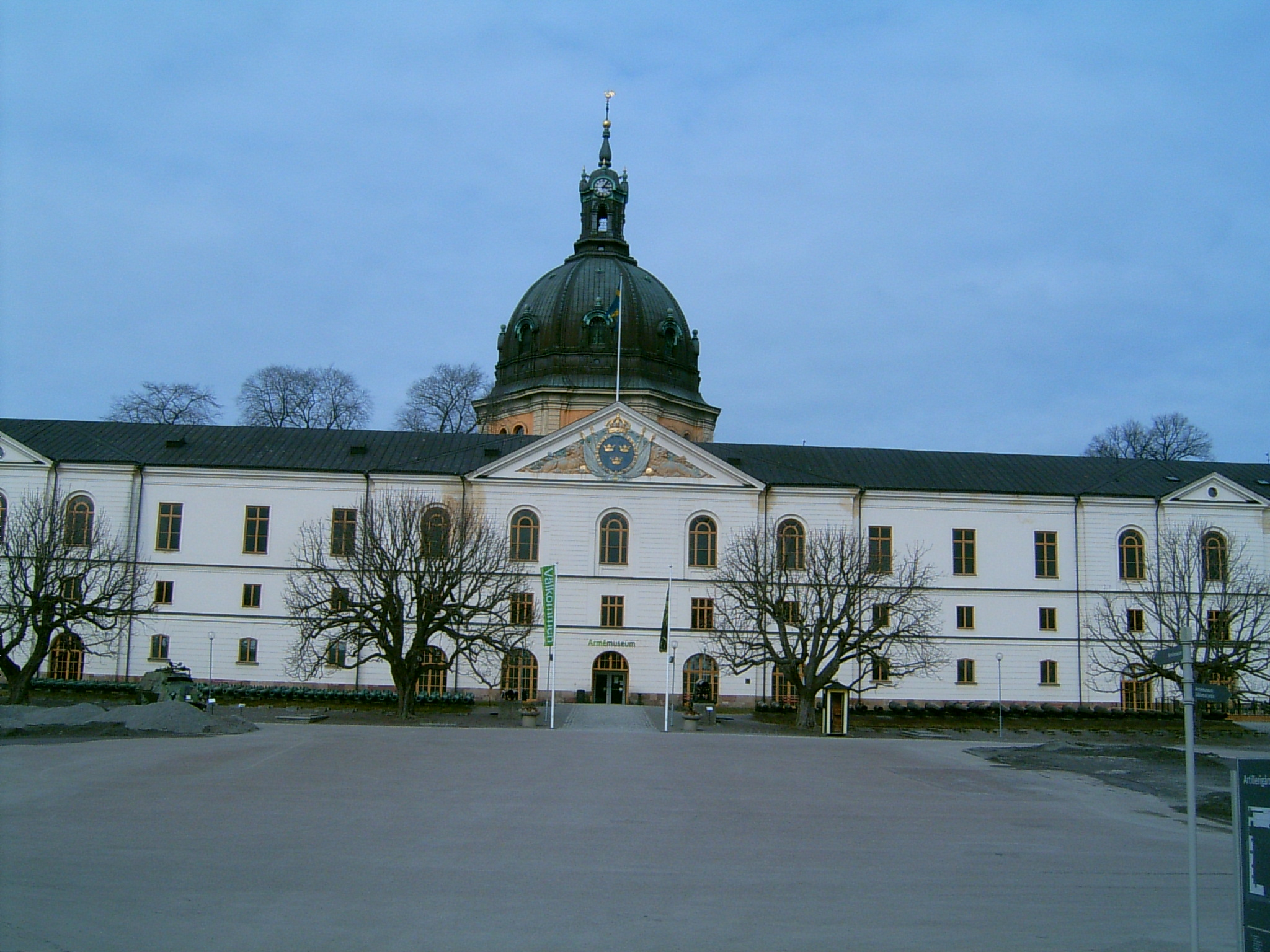
Військовий музей

## Виноски
1. ↑  Andersson P. Sveriges kommunindelning 1863-1993 — Mjölby: Draking, 1993. — 132 с. — ISBN 978-91-87784-05-7
2. ↑  Folkmangd i riket, lan och kommuner (шв.) . Центральне бюро статистики Швеції. Архів оригіналу за 20 серпня 2013. Процитовано 1 березня 2013.